# Estan Patera
L'Estan Patera è una struttura geologica della superficie di Io.